# Toblerone-Affäre

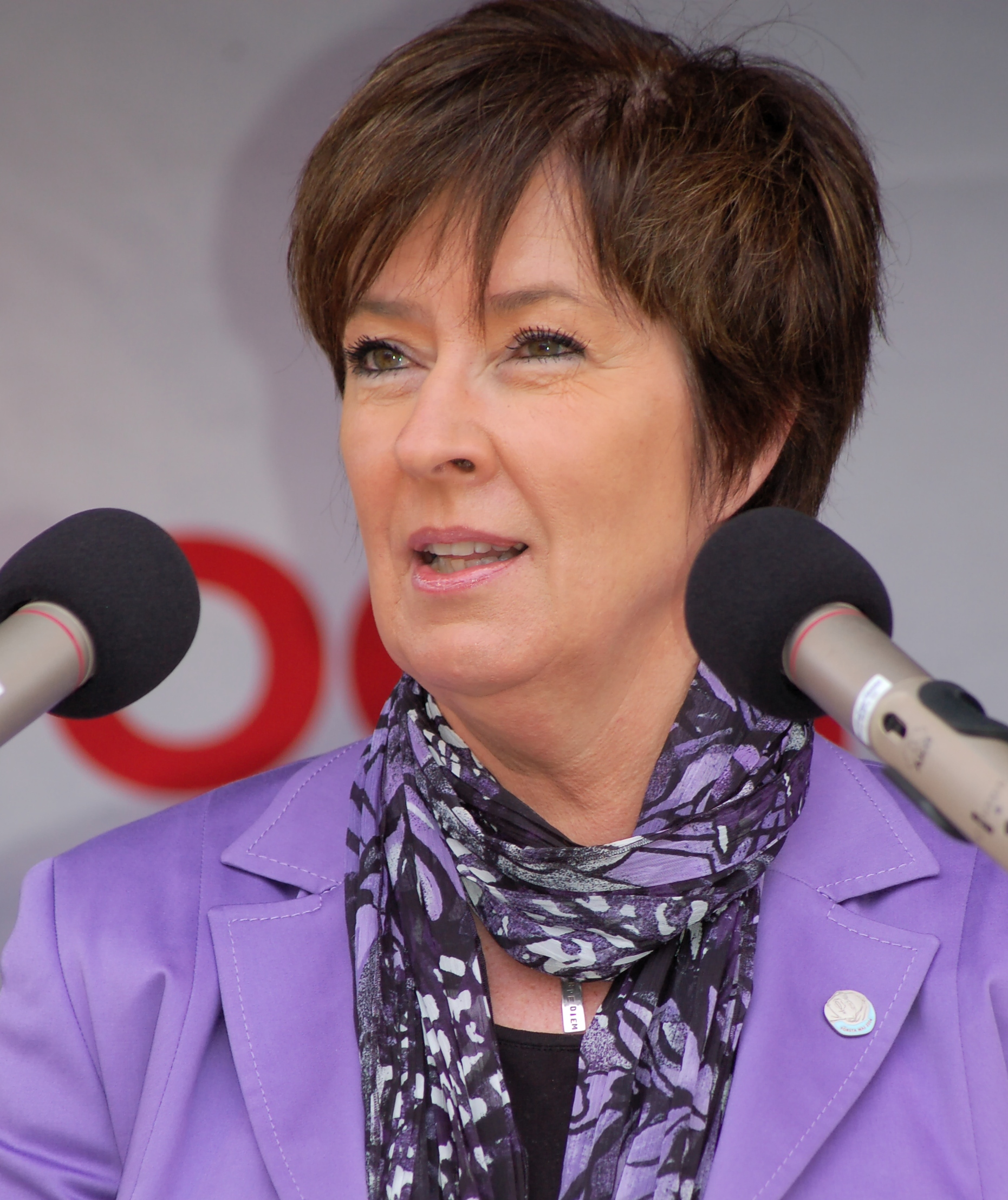
Mona Sahlin (2010)

Als Toblerone-Affäre (gelegentlich auch Sahlin-Affäre) wird ein politischer Skandal in Schweden bezeichnet, in dessen Mittelpunkt die sozialdemokratische Politikerin Mona Sahlin stand. Im Oktober 1995 wurde bekannt, dass Sahlin, zu jenem Zeitpunkt Kandidatin für den Vorsitz ihrer Partei und stellvertretende Ministerpräsidentin, verschiedene Waren für den privaten Gebrauch mit einer dienstlichen Kreditkarte bezahlt hatte, die Mitgliedern der Regierung für Amtsgeschäfte zur Verfügung stand. Obwohl sie nachweisen konnte, stets alle Beträge zurückerstattet zu haben, sah sich Sahlin aufgrund des öffentlichen Drucks gegen sie gezwungen, von ihren Ämtern zurückzutreten.

## Affäre

### Hintergrund
Schon in frühen Jahren engagierte sich Mona Sahlin in der Sozialdemokratischen Arbeiterpartei Schwedens. Sie übernahm mehrere Funktionen im Jugendverband der Partei und zog 1982 als damals jüngste Abgeordnete der schwedischen Geschichte in den Reichstag ein. Im Alter von 32 Jahren wurde sie im Februar 1990 Arbeitsministerin im Kabinett von Ingvar Carlsson. Diese Position füllte sie bis zur Wahlniederlage der Sozialdemokraten bei der Reichstagswahl im Herbst 1991 aus. Als erste Frau wirkte sie danach als Generalsekretärin der Partei. Nachdem die Sozialdemokraten 1994 wieder an die Macht gekommen waren, trat sie als Ministerin für Gleichstellungsfragen in die neue Regierung ein und bekleidete außerdem das Amt der stellvertretenden Ministerpräsidentin. Vielen Sozialdemokraten galt sie bald darauf als mögliche Nachfolgerin von Ingvar Carlsson, der ankündigte, zum Frühjahr 1996 den Parteivorsitz aufgeben zu wollen. Damit hätte Mona Sahlin auch große Chancen gehabt, Schwedens erste Ministerpräsidentin zu werden.

### Verlauf und Enthüllung
Am 19. September 1995 teilte Sahlin offiziell mit, für den Parteivorsitz zu kandidieren. Knapp drei Wochen später, am 7. Oktober 1995, veröffentlichte der Journalist Leif Brännström in der Boulevardzeitung Expressen einen Artikel, in dem er darlegte, dass Sahlin Kleidung für den privaten Gebrauch mit einer Kreditkarte der Regeringskansliet (Kanzlei der Ministerien; wörtlich: Regierungskanzlei) bezahlt hatte, die zur Erledigung dienstlicher Angelegenheiten vorgesehen war. Mona Sahlin erklärte laut dem Artikel, dass sie ihre Kreditkarten verwechselt hatte, da ihre private Karte der dienstlichen Eurocard sehr ähnlich sah. Einen Tag später revidierte sie ihre Aussage und gab an, dass sie den Einkauf mit der dienstlichen Kreditkarte als „Vorschuss auf ihren Lohn“ betrachtet habe. Kurz darauf erschienen in rascher Folge weitere Zeitungsartikel, zunächst ausschließlich im Expressen, später auch in anderen Blättern, die teilweise unter Verwendung von kopierten Rechnungen und Quittungen belegten, dass Sahlin mit der Dienstkarte weitere private Einkäufe getätigt hatte. Daneben wurde Sahlin zur Last gelegt, private Reisen im Wert von mehreren tausend schwedischen Kronen ebenfalls mit der Dienstkarte bezahlt zu haben.
Die Nachforschungen der Presse umfassten allmählich auch Sahlins Tätigkeiten vor 1994. Der Öffentlichkeit wurden täglich weitere Details präsentiert, darunter auch Tatsachen, die seit vielen Jahren bekannt waren. So wurde daran erinnert, dass Sahlin zur Zeit ihrer Ernennung als Arbeitsministerin (Februar 1990) eine Tagesmutter beschäftigt hatte, für die keine Sozialabgaben bezahlt worden waren. Auch andere Unregelmäßigkeiten aus der Zeit, als sie das Arbeitsministerium leitete, kamen nun ans Licht, so die Belastung der Dienstkarte für private Angelegenheiten schon zum damaligen Zeitpunkt, zum Beispiel für die Anmietung von Leihwagen. Nach Recherchen der schwedischen Medien wurden insgesamt private Ausgaben in Höhe von 53.174 Kronen [circa 5700 Euro] über die Dienstkarte abgewickelt. Die Zeitungen berichteten außerdem, dass Mona Sahlin es 1993 unterlassen hatte, Rundfunkgebühren zu entrichten. Mehrere Bußgelder, die wegen Falschparkens gegen sie verhängt worden waren, ließ sie unbeglichen, so dass die zuständige Vollstreckungsbehörde das Geld einziehen musste.
Am 16. Oktober 1995 berief Mona Sahlin eine Pressekonferenz ein, die live im öffentlichen Fernsehen übertragen wurde. In ihrer Rede hob sie hervor, dass sie die in Frage stehenden Beträge immer zurückgezahlt habe. Gleichzeitig wies sie auf das ihrer Meinung nach unklare Regelwerk bezüglich des privaten Gebrauchs von Dienst-Kreditkarten hin. Sie verwahrte sich energisch dagegen, eine „unehrenhafte“ Person zu sein. Nach einer Analyse des Rhetorik-Spezialisten Peter Cassirer zielte ihre Rede außerdem darauf ab, die Vermischung von privaten und dienstlichen Geschäften als Bagatelle darzustellen. Bekanntheit erlangten in dem Zusammenhang die folgenden Sätze Mona Sahlins:

„Einige der Abrechnungen möchte ich gerne kommentieren. Hier gibt es ein paar [Kreditkarten]-Abrechnungen aus einem Taxfree-Geschäft und hier eine [weitere] Abrechnung über Windeln, einen Riegel Toblerone, Zigaretten, zwei Riegel Toblerone sogar. Hätte ich vorgehabt, hier etwas Ungesetzliches zu tun, müsste ich schon eine ziemliche Idiotin sein, meinem Arbeitgeber eine solche Quittung einzureichen.“

Diese Worte haben der Affäre um Mona Sahlin den Namen gegeben, unter der sie bis heute bekannt ist: Toblerone-Affäre. Die Politikerin kündigte auf der Pressekonferenz ein „Timeout“ an und begab sich kurz darauf mit ihrer Familie auf eine mehrwöchige Urlaubsreise nach Mauritius. Mona Sahlin wurde dabei von einer Assistentin sowie zwei Leibwächtern der schwedischen Sicherheitspolizei begleitet, deren Aufenthalt in einem Luxushotel der Staatskasse zur Last fiel. Auch hierfür, für ihre „Moral und ihr ökonomisches Gemüt“, wurde Sahlin kritisiert. Am 10. November 1995 trat sie als Ministerin und stellvertretende Ministerpräsidentin zurück; ihre Kandidatur um den Vorsitz der Sozialdemokratischen Arbeiterpartei gab sie auf. Am 15. April 1996 legte sie auch ihr Reichstagsmandat nieder. Im Herbst 1996 trat sie mit dem Buch Med mina ord (Mit meinen Worten) an die Öffentlichkeit, in dem sie die Affäre aus ihrer Perspektive darstellt.

### Juristische Aufarbeitung
Bereits wenige Tage nach den ersten Presseveröffentlichungen gingen 42 zumeist anonyme Strafanzeigen gegen Mona Sahlin bei der Polizei in Stockholm ein. Am 18. Oktober 1995 leitete die zuständige Strafverfolgungsbehörde (Åklagarmyndigheten) ein Ermittlungsverfahren gegen Mona Sahlin wegen des Verdachts der Untreue, des Missbrauchs der Verfügungsbefugnis und des Betruges ein. Am 11. Januar 1996 wurde das Ermittlungsverfahren eingestellt. Nach Darstellung des Staatsanwalts Jan Danielsson ließ sich nicht nachweisen, dass Mona Sahlin eine Straftat begangen hatte, zumal die Regeln über den Gebrauch dienstlicher Kreditkarten „undeutlich“ gewesen seien.
Die Entscheidung stieß sowohl unmittelbar nach ihrer Bekanntmachung als auch in späteren Analysen auf Kritik. Erinnert wurde an den parallelen Fall einer Verwaltungsangestellten, die ebenfalls 1995 einen kleineren Geldbetrag aus der Staatskasse unbefugt entnommen hatte, um eine private Stromrechnung bezahlen zu können. Sie wurde angeklagt, verurteilt und aus dem Staatsdienst entlassen. Ihr Vergehen hatte darin bestanden, dienstliche und private Interessen nicht auseinandergehalten zu haben – was nach Meinung der Kritiker auch auf Mona Sahlin zutraf.

## Reaktionen

### Parteien und Bevölkerung

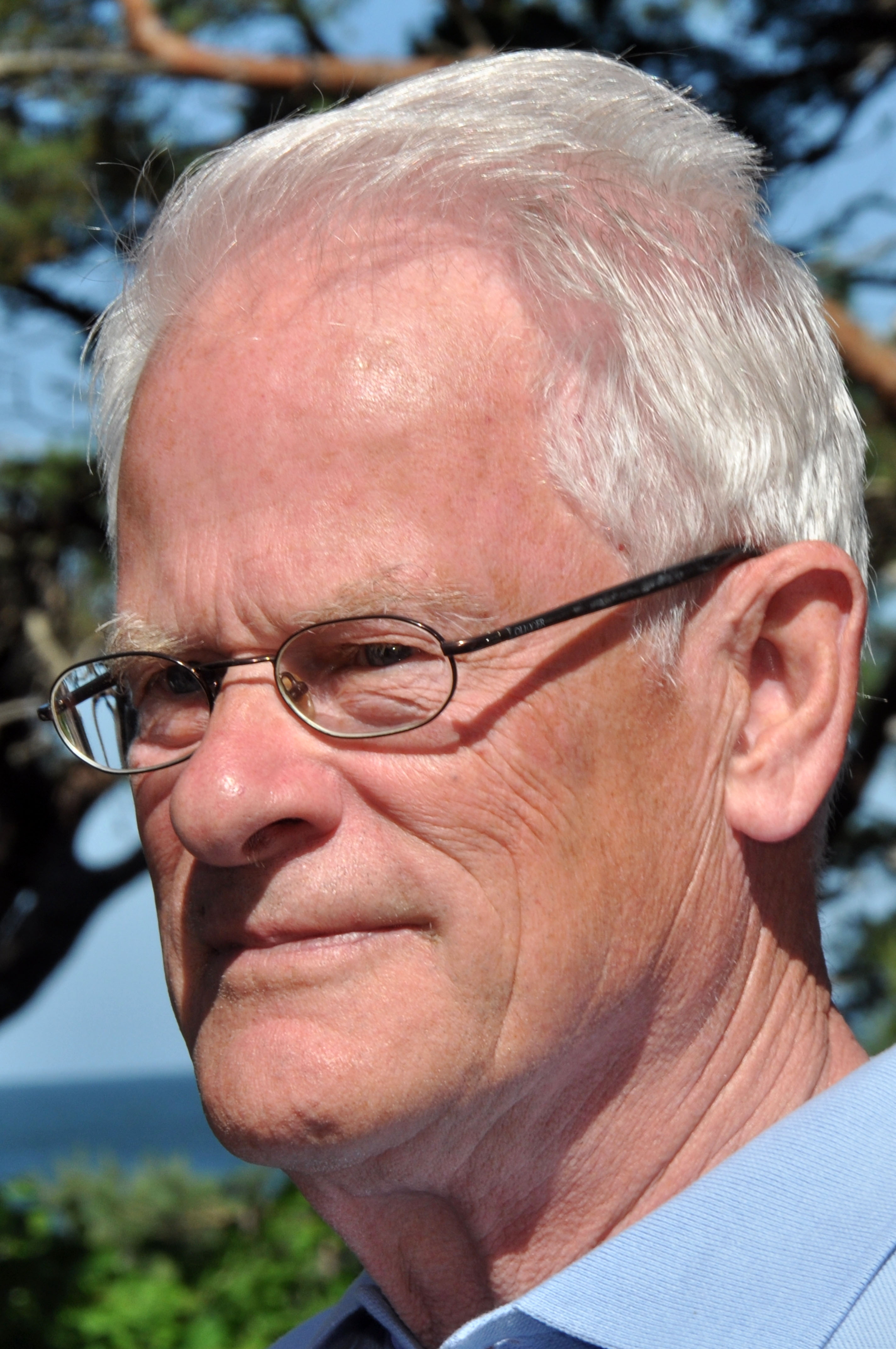
Ingvar Carlsson (2010), Ministerpräsident 1986–1991 und 1994–1996

Gleich zu Beginn der Affäre sprach der sozialdemokratische Ministerpräsident Ingvar Carlsson seinem Kabinettsmitglied Mona Sahlin das Vertrauen aus. Insgesamt hielten sich die Parteifreunde der stellvertretenden Ministerpräsidentin mit Solidaritätsbekundungen jedoch auffällig zurück. Mona Sahlin beschrieb die mangelnde Unterstützung aus ihren eigenen Reihen später als größte Enttäuschung dieser Zeit. Innerhalb von 24 Stunden hätte sie sich in den Augen etlicher Sozialdemokraten von einer Hoffnungsträgerin „in eine Belastung und ein Problem verwandelt“; sie sei regelrecht „aussortiert“ worden. In politischen Analysen ist vor allem die ideologische Entwicklung Mona Sahlins als Ursache für diese Haltung genannt worden. Die einstige Traditionalistin, die bedingungslos für hohe Steuern und den schwedischen Wohlfahrtsstaat eingetreten war, näherte sich bis zur Mitte der neunziger Jahre immer stärker den Positionen der Pragmatiker an und verteidigte auch Kürzungen im öffentlichen Sektor. Diese Positionierung stieß nicht überall in der Partei auf Gegenliebe.
Die bürgerlichen Oppositionsparteien kritisierten das Verhalten Sahlins, brachten jedoch keine offiziellen Rücktrittsforderungen vor. In der Gesamtbevölkerung verlor Mona Sahlin deutlich an Rückhalt. Eine Umfrage des Meinungsforschungsinstituts Sifo, die Mitte Oktober 1995 veröffentlicht wurde, ergab, dass 66 Prozent der Schweden Mona Sahlin als Ministerpräsidentin für „ungeeignet“ hielten.

### Presse
In der Presse wurde die Toblerone-Affäre unterschiedlich bewertet. Überwiegend waren die Kommentatoren der Auffassung, dass Mona Sahlin ihren Ruf als Politikerin durch „Schlampigkeiten“ und unkorrektes Verhalten selbst beschädigt habe. Von einer Person, die sich anschickte, Vorsitzende einer großen Partei und Ministerpräsidentin zu werden, wurde erwartet, dass sie über geordnete finanzielle Verhältnisse verfügte sowie private und dienstliche Geschäfte nicht miteinander verquickte. Den entstandenen Vertrauensverlust hätte sich die Sozialdemokratin selbst zuzuschreiben.
Manche Beobachter kritisierten jedoch die hysterischen Begleitumstände der Affäre und plädierten für eine unaufgeregte Beurteilung des Falles. Der Schriftsteller und Journalist Anders Ehnmark betonte, dass sich Mona Sahlin in der Kreditkartenaffäre „Fehltritte“ und „Nachlässigkeiten“ zuschulden kommen lassen habe, nicht jedoch Straftaten – und dass im Verhältnis zu den begangenen Fehlern die drastischen politischen Konsequenzen als „bizarr“ einzustufen seien. Andere Stimmen führten die Kritik an Sahlin auf „Böswilligkeit“ und sogar bewusste „Frauenverachtung“ zurück, weniger dagegen auf das nachvollziehbare Bedürfnis nach „qualifizierter Kontrolle einer Machthaberin“.
Als sich Anfang 2007 abzeichnete, dass Mona Sahlin im zweiten Anlauf Vorsitzende der Sozialdemokratischen Arbeiterpartei werden würde, rollten viele Zeitungen die Toblerone-Affäre erneut auf. Vielerorts wurde nun die Tendenz zu einem Toblerone-Mythos erkannt: Durch ihre Pressekonferenz im Oktober 1995 und deren Nachhall habe es Sahlin geschafft, den Eindruck zu erwecken, sie sei im Wesentlichen aufgrund eines Schokolade-Riegels zum Verzicht auf Ämter gedrängt worden. Angesichts der kritikwürdigen Unstimmigkeiten stelle eine solche Umdeutung aber eine „Manipulation der Geschichte“ dar.

### Diskussion über das „Öffentlichkeitsprinzip“
Die Toblerone-Affäre führte in Schweden zu einer Diskussion über das sogenannte Öffentlichkeitsprinzip, das der Allgemeinheit und den Massenmedien ermöglichen soll, Einblick in die Arbeit des Staates und seiner Beschäftigten zu nehmen. Dass Akten und personenbezogene Daten, etwa der Steuerbehörden und des öffentlichen Schuldenregisters, eingesehen werden können, wurde dabei nicht grundsätzlich in Frage gestellt, da diese Praxis die Bürger in die Lage versetze, die Obrigkeit zu kontrollieren.
Medienkritiker bemängelten jedoch, dass im Fall der Sahlin-Affäre der freie Zugang zu sensiblen Daten teilweise missbraucht worden sei. Nach diesen Vorwürfen hatten manche Pressevertreter unter dem Deckmantel des „unabweislichen Allgemeininteresses“ sorglos private Details aus dem Leben Mona Sahlins öffentlich exponiert. Wie auch bei den vorschnellen Urteilen der Presse, die bis hin zur Bezichtigung der Wirtschaftskriminalität reichten, seien hierbei ethische Prinzipien außer Kraft gesetzt worden. Als exemplarisch in dieser Hinsicht galt ein Zeitungsartikel des bekannten Romanautors Jan Guillou, der noch vor Eröffnung des Ermittlungsverfahrens festgestellt hatte, dass Sahlin „rein juristisch“ eine „fünf Jahre lange Serie von Straftaten“ zu verantworten habe. Zu Klage Anlass gaben daneben Übergriffe wie die Befragung von Kindern und das Auflauern von Verwandten der Politikerin. Die aufgeheizte Stimmung hätte zu Verdächtigungen und übersteigerten „Medienkonstruktionen“ geführt, die ihrerseits Grundlage für reale Gewalt in Form von groben Beschimpfungen, anonymen Anrufen etc. gewesen seien. In der Tat stand Mona Sahlin noch 2010 unter strengem Personenschutz, da sie häufig Drohbriefe und vereinzelt sogar Mordankündigungen erhielt.

## Weitere Entwicklung

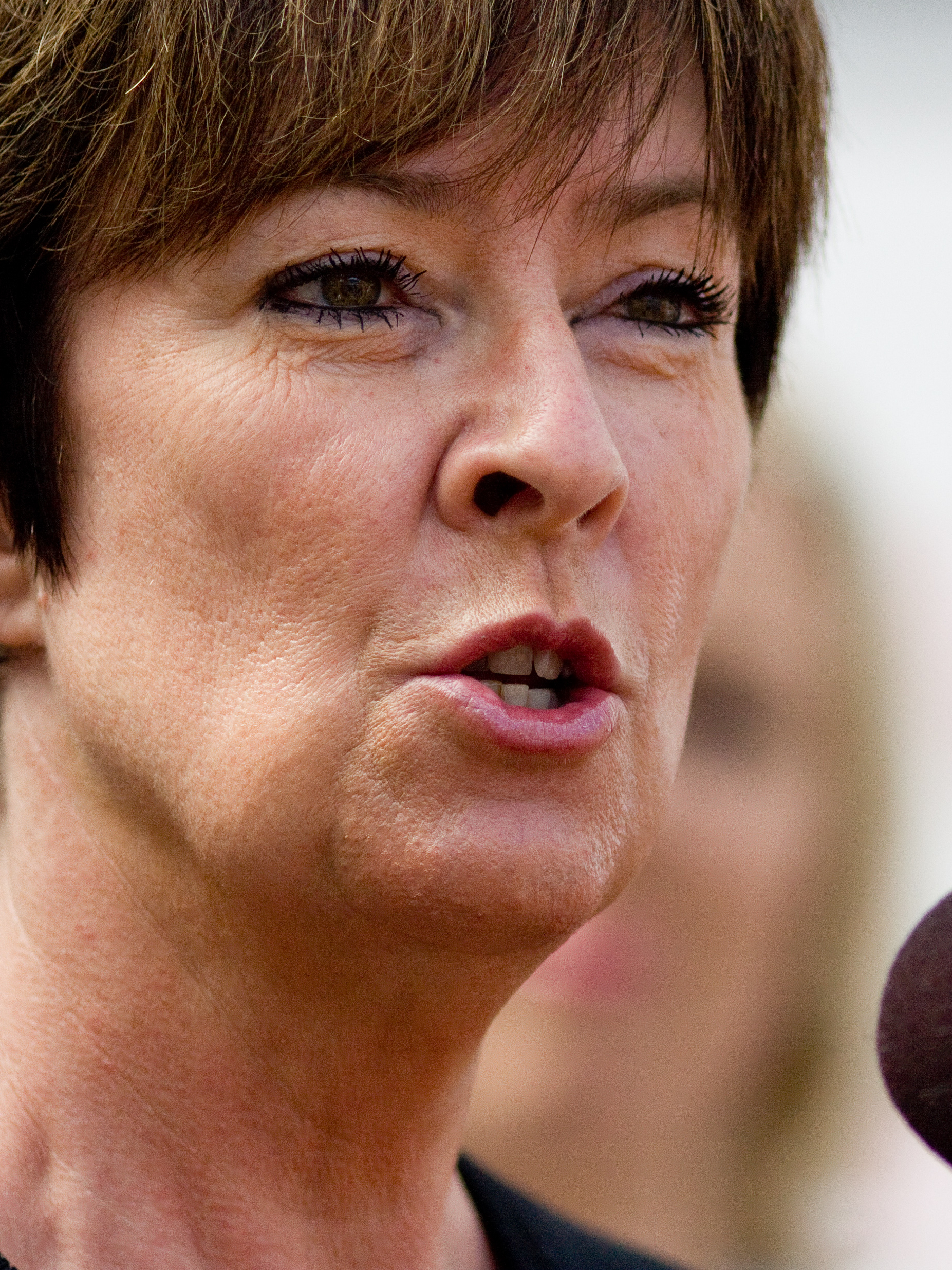
Mona Sahlin (2010)

Nachdem Mona Sahlin drei Jahre lang eine Auszeit genommen hatte, berief Ministerpräsident Göran Persson sie 1998 als stellvertretende Wirtschaftsministerin in seine Regierung. Dort war sie unter anderem für Arbeitsrechtsfragen zuständig. In den darauffolgenden Jahren war sie als Integrations- (ab 2000) und Umweltministerin (ab 2004) tätig. Am 17. März 2007 wurde sie zur ersten weiblichen Vorsitzenden der schwedischen Sozialdemokraten gewählt.
Auch in ihren neuen Funktionen ist sie – bis in die Gegenwart hinein – mit der Toblerone-Affäre konfrontiert worden. Politische Gegner haben Mona Sahlin bei öffentlichen Auftritten oder Reden mehrfach mit Toblerone-Schokolade beworfen, um gegen ihre Person zu protestieren, so zum Beispiel anlässlich einer Wahlkampfveranstaltung in Trollhättan. Vor der Reichstagswahl 2010 bezeichnete der christdemokratische Politiker Mats Odell, mit deutlichem Angriff auf Sahlin, die Pläne des rotgrünen Bündnisses zur Reform des Gesundheits- und Schulwesens als „reine Toblerone-Politik“. Die Aussage sorgte für breite Empörung in Schweden, nicht nur im Lager der Sozialdemokraten und des rotgrünen Bündnisses, sondern auch bei PR-Ratgebern und Politikwissenschaftlern.
Im Jahr 2002 veröffentlichte die dänische Autorin Hanne-Vibeke Holst ihren Roman Kronprinsessen (Die Kronprinzessin), in dem eine junge, idealistische Politikerin schrittweise desillusioniert wird. Sie begreift allmählich, dass es unmöglich ist, ihr privates Leben mit den Anforderungen eines Ministeramtes zu vereinen. Nach parteiinternen Auseinandersetzungen und kritischen Presseveröffentlichungen gibt sie ihre Karriere auf. Nach Ansicht vieler Rezensenten zählt Mona Sahlin zu den Vorbildern der fiktiven Protagonistin. Das Buch wurde in Schweden für eine Fernsehserie verfilmt; die Rolle der Politikerin verkörperte Alexandra Rapaport.
Im Dezember 2011 stellte Mona Sahlin die Kreditkarte, mit der die umstrittenen Zahlungen getätigt wurden, für eine Versteigerung durch das Hilfswerk des Schwedischen Rundfunks zur Verfügung.